# Ceuthostoma
Die Ceuthostoma sind eine Pflanzengattung in der Familie der Kasuarinengewächse (Casuarinaceae) aus der Ordnung der Buchenartigen (Fagales).

## Merkmale
Die einzelnen, photosynthetisch aktiven Zweigchen der Ceuthostoma-Bäume weisen je vier kleine Blättchen und keine sichtbaren Stomata auf. Die Fruchtstände stehen an grünen Zweige und haben abstehende Tragblätter. Die Tragblätter der Einzelblüten sind vorwärts ausgerichtet und haben auf der Rückseite keine Fortsätze. Die Früchte sind bräunliche Flügelnüsse.

## Vorkommen
Die rezenten Arten der Gattung kommen von Malaysia bis Neuguinea vor. Fossile Funde liegen auch aus Neuseeland und Südamerika vor.

## Arten
Die Gattung umfasst zwei Arten:
- Ceuthostoma palawanense L.A.S.Johnson: Sie kommt nur auf den Philippinen vor.[4]
- Ceuthostoma terminale L.A.S.Johnson: Sie kommt nur im nördlichen Borneo und in nördlichen Neuguinea vor.[4]

## Nachweise
1. ↑  Akiko Sogo, Hiroaki Setoguchi, Junko Noguchi, Tanguy Jaffre, Hiroshi Tobe: Molecular Phylogeny of Casuarinaceae Based on rbcL and matK Gene Sequences. In: Journal of Plant Research. Band 114, 2001, S. 459–464.
2. ↑  Casuarinaceae bei der University of Connecticut (Memento des Originals vom 21. August 2008 im Internet Archive)  Info: Der Archivlink wurde automatisch eingesetzt und noch nicht geprüft. Bitte prüfe Original- und Archivlink gemäß Anleitung und entferne dann diesen Hinweis. (engl.)
3. ↑  Eintrag der Gattung bei Uniprot
4. 1 2  Ceuthostoma. In: POWO = Plants of the World Online von Board of Trustees of the Royal Botanic Gardens, Kew: Kew Science, abgerufen am 13. Januar 2015.